# Logan Owen
Logan Owen (Bremerton, Washington, 25 de marzo de 1995) es un ciclista estadounidense.

## Palmarés
2015
- 1 etapa del Tour de Utah

2016
- Lieja-Bastoña-Lieja sub-23

2017
- 1 etapa de la Vuelta al Alentejo[1]

## Resultados en Grandes Vueltas
| Carrera | Carrera         | 2014 | 2015 | 2016 | 2017 | 2018 | 2019  | 2020  | 2021 |
| ------- | --------------- | ---- | ---- | ---- | ---- | ---- | ----- | ----- | ---- |
|         | Giro de Italia  | —    | —    | —    | —    | —    | —     | —     | —    |
|         | Tour de Francia | —    | —    | —    | —    | —    | —     | —     | —    |
|         | Vuelta a España | —    | —    | —    | —    | —    | 126.º | 105.º | —    |

—: no participa

Ab.: abandono